# Operação Hércules
Operação Hércules, é a segunda mixtape do cantor brasileiro Cabal, lançado no ano de 2009, contendo os singles "Novo Dia" e "Tira o Zóio de Mim", o álbum possui 12 faixas.

## Faixas
- 01 - Novo Dia
- 02 - Fala Sampa
- 03 - Bem Vindo a Selva
- 04 - A Milli/A Millianos
- 05 - Bandana No Pescoço
- 06 - O Que Voce Sabe
- 07 - Nunca Serão
- 08 - Eu Tiro Onda
- 09 - Minha Vida
- 10 - Tira o Zóio de Mim
- 11 - Em Memória
- 12 - O Jeito Que Eu Sou